# Mónica Sagrera
Mónica Sagrera (Madrid, 24 de febrero de 1973) es una actriz, presentadora, directora de teatro y realizadora de vídeo española. En 2006 funda la compañía de teatro Ungrupo Producciones y en 2010 la productora Profundo Films a través de la cual dirige documentales submarinos.

## Biografía
Estudia Diseño de Moda en la Universidad Politécnica de Madrid, Arte Dramático en Teatro de Cámara, teatro musical en Scaena con Victor Ullate Roche y diferentes seminarios en escuelas como Corazza, N.I.C o la RESAD.
Su primer trabajo profesional es el personaje de "Ruth" en la primera serie que se emite en España en internet, E-namorarte junto a los actores Andrés Burguera y Mari Cielo Pajares, dirigida por Claudio Pascual y Sergio Mercadé. Al año siguiente obtiene un papel en la película Tuno negro de Pedro L. Barbero y Vicente J. Martín. Desde entonces hasta la fecha participa en diferentes largometrajes como Lola a las órdenes de Miguel Hermoso, Los años desnudos de Dunia Ayaso y Félix Sabroso o la producción internacional La Conjura de El Escorial dirigida por Antonio del Real junto a actores como Julia Ormond y Jason Isaacs. En televisión aparece en diferentes series como Géminis,  Hospital central, Los hombres de Paco, C.L.A. No somos ángeles, Sin tetas no hay paraíso o Supercharly, y en numerosas campañas publicitarias destacando su trabajo como modelo de manos. Asimismo empieza a ser requerida como presentadora en diferentes programas como 4 x 4 y más de Via Digital, Teletrébol, EHS, De 7 en 7 de la televisión de Alcobendas o como colaboradora en el programa Nadie es perfecto (Telecinco 2003) presentado por Jesús Vázquez. Sus últimos trabajos incluyen su participación en la película Ma ma de Julio Medem junto a Penélope Cruz, y en las series Amar en tiempos revueltos y La que se avecina.
En teatro trabaja en diferentes compañías como la Compañía Cómico Popular de Julio Tejela, La fura dels baus en el polémico montaje XXX o haciendo teatro infantil en Circo de los Sueños hasta que en 2006 monta su propia compañía, Ungrupo producciones. Con Ungrupo empieza a desarrollar su faceta de directora y dramaturga afiliándose a la SGAE escribiendo y produciendo 5 montajes hasta la fecha. Destacan Los náufragos cuyo argumento está basado en El ángel exterminador de Luis Buñuel y cuya música original compuso Mario López, Mi vida 2.0 que se mantiene varios meses en cartel en el Teatro Arenal de Madrid, o el último de ellos, Viceversa junto al actor Rafa Casette.
Tras 14 años buceando, siendo Divemaster y videógrafa PADI, en 2010 convierte su afición por el mar en profesional y al mando de la productora Profundo Films empieza a rodar documentales submarinos que en poco tiempo se estrenan y proyectan en festivales, certámenes especiales, universidades y plataformas de internet. El primero de ellos Chaac, el dios de la lluvia (México 2010), obtiene un premio especial en el Festival de Cine Submarino de San Sebastián 2011, así como los posteriores trabajos Corazón de Piedra o Monstruo, en el año 2013. Este último se estrena en la Universidad Rey Juan Carlos con posterior coloquio es emitido en el canal Ultima TV de TDT y forma parte de un programa internacional de educación a distancia a través de la plataforma Globoedu.

## Filmografía
| Año  | Película                    | Notas                   |
| ---- | --------------------------- | ----------------------- |
| 2013 | Monstruo                    | Documental              |
| 2012 | Corazón de Piedra           | Cortometraje de ficción |
| 2011 | Chaac, el dios de la lluvia | Documental              |

| Año  | Película                  | Director                             | Notas                           |
| ---- | ------------------------- | ------------------------------------ | ------------------------------- |
| 2014 | Ma ma                     | Julio Medem                          |                                 |
| 2008 | La conjura de El Escorial | Antonio del Real                     |                                 |
| 2008 | Los abrazos rotos         | Pedro Almodóvar                      | Doble de manos de Penélope Cruz |
| 2007 | Los años desnudos         | Dunia Ayaso y Felix Sabroso          |                                 |
| 2007 | Cruzando la línea         | Federico Bruno                       |                                 |
| 2006 | Lola                      | Miguel Hermoso                       |                                 |
| 2004 | La ruta de Don Quijote    | 3D Videoreport                       |                                 |
| 2000 | Tuno negro                | Pedro L. Barbero y Vicente J. Martín |                                 |
| 2000 | El primo                  | Julio Pereira                        |                                 |

## Televisión
| Año  | Título                   | Director                         | Notas                            |
| ---- | ------------------------ | -------------------------------- | -------------------------------- |
| 2015 | La que se avecina        | Laura Caballero                  |                                  |
| 2015 | Amar es para siempre     | Eduardo Casanova                 |                                  |
| 2015 | Acacias 38               | Rubén Torrejón y Carlos Navarro  |                                  |
| 2012 | El tiempo entre costuras | Ignacio Mercero                  | Doble de manos de Adriana Ugarte |
| 2010 | Supercharly              | Xavier Borrel y Eduardo Milewicz |                                  |
| 2010 | Share                    | Antena3.com                      |                                  |
| 2009 | Sin tetas no hay paraíso | Gustavo Cotta y Jesús R. Delgado |                                  |
| 2008 | Cazadores de hombres     | Norberto López Amado             | Doble de manos de Emma Suárez    |
| 2007 | C.L.A. No somos ángeles  |                                  |                                  |
| 2006 | Los hombres de Paco      |                                  |                                  |
| 2006 | Todos a cien             | Joan Costa                       |                                  |
| 2005 | Hospital central         | Javier Pizarro                   |                                  |
| 2005 | Aída                     | Mar Olid                         |                                  |
| 2004 | El comisario             | Alfonso Arandia y Jesús Font     |                                  |
| 2002 | Géminis                  | José Pavón                       |                                  |
| 2000 | E-namorarte              | Claudio Pascual y Sergio Mercadé |                                  |

| Año       | Título               | Notas                        |
| --------- | -------------------- | ---------------------------- |
| 2010      | De buena ley         | Tele 5                       |
| 2007      | Cuatrosfera          | Cuatro                       |
| 2007      | Gala de los Goya     | Presentada por José Corbacho |
| 2005      | La azotea de Wyoming | La Primera                   |
| 2003/2007 | Corazón              | La Primera                   |
| 2003      | Nadie es perfecto    | Tele 5                       |
| 2002/2007 | Saber vivir          | La Primera                   |

| Año  | Título         | Notas                 |
| ---- | -------------- | --------------------- |
| 2010 | De 7 en 7      | Televisión Alcobendas |
| 2009 | Eurogato       | TDT                   |
| 2008 | Teletrébol     | Popular TV            |
| 2008 | Ehs.TV         |                       |
| 2007 | Respira Madrid | EsMadridTV            |
| 2002 | 4 x 4 y más    | Via Digital           |

## Teatro
| Año       | Título                          | Compañía              | Notas               |
| --------- | ------------------------------- | --------------------- | ------------------- |
| 2014      | Caída libre (Free Fall)         | Sharon Fridman        | Danza contemporánea |
| 2013      | Viceversa                       | Ungrupo producciones  | Actriz y directora  |
| 2012      | Mi vida 2.0                     | Ungrupo producciones  | Actriz y directora  |
| 2011      | Me muero porque te mueras       | Ungrupo producciones  | Actriz y directora  |
| 2006      | Los náufragos                   | Ungrupo producciones  |                     |
| 2006      | Superficie                      | Ungrupo producciones  |                     |
| 2006      | Érase                           | Circo de los Sueños   |                     |
| 2005      | Gira Cacique 2005               | Especialistas de cine |                     |
| 2005      | Los vicios de las malas mujeres | Circo de los Sueños   |                     |
| 2004/2006 | Messotropiezzo                  | Circo de los Sueños   |                     |
| 2004      | Mayordomo para todo             | Compañía Julio Tejela |                     |
| 2004      | Nosotros, ellas y el duende     | Compañía Julio Tejela |                     |
| 2003      | XXX                             | La Fura dels Baus     |                     |
| 2002      | Monólogos                       | Paramount Comedy      |                     |
| 2001      | Noches de humor                 | Compañía TIS          |                     |

## Publicidad
- 2013 Samsung
- 2010 Correos
- 2008 Videoclip “Hay muy poca gente” del álbum Hellville de luxe de Enrique Bunbury
- 2008 Fairy
- 2008 Cruzcampo, director Benito Zambrano
- 2008 Movistar
- 2006 Ausonia
- 2005 Coca-Cola, director Achero Mañas
- 2005 Frigo
- 2004 Ariel
- 2004 Videoclip “Un nuevo día brillará” del Álbum Sencilla alegría de Luz Casal
- 2002 Hyunday